# Jill Bidenová
Jill Bidenová (celým jménem Jill Tracy Jacobs Biden, dříve Stevenson, * 3. června 1951 Hammonton, New Jersey) je manželka bývalého viceprezidenta USA a 46. prezidenta USA Joea Bidena.

## Život

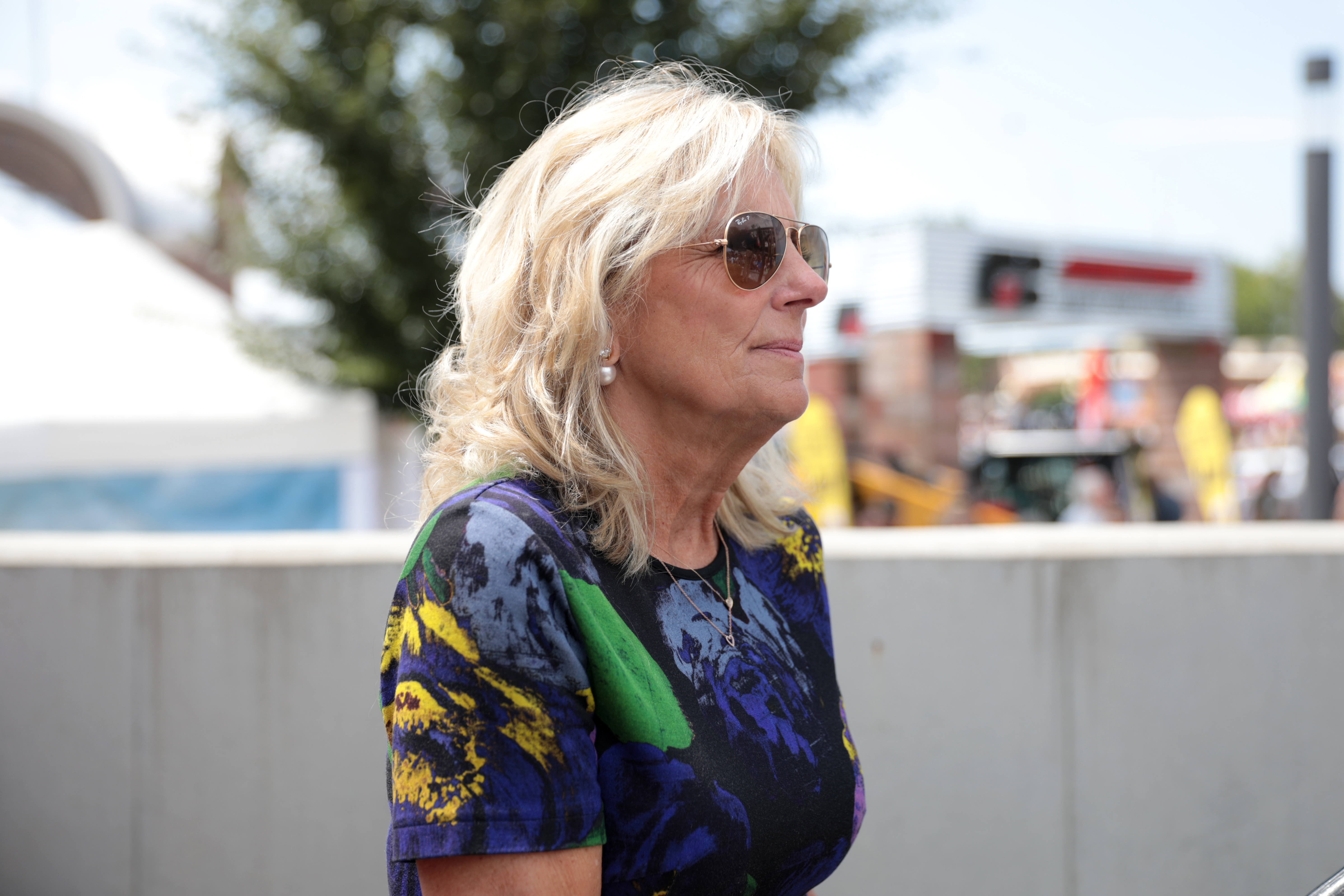
Jill Bidenová během kampaně pro Prezidentské primárky Demokratické strany (2019)

Narodila se jako nejstarší z pěti sester v rodině bankovního úředníka Donalda Carla Jacobse (1927–1999) a Bonny Jean, rozené Godfreyové (1930–2008). Otcovi italští předci měli příjmení Giacoppo. Matka měla předky v Anglii a ve Skotsku. Rodiče se považovali za agnostiky, ale dcera chodila s babičkou v neděli na bohoslužby do presbyteriánského kostela a v 16 letech byla konfirmována.
Na střední škole (Upper Moreland High School) si oblíbila angličtinu a maturovala v roce 1969. V únoru 1970 se provdala za Billa Stevensona. V roce 1974 se manželé rozešli a o rok později rozvedli. V roce 1975 získala na University of Delaware titul Bachelor of Arts a seznámila se s ovdovělým senátorem Joe Bidenem. Při římskokatolickém obřadu byli 17. června 1977 oddáni. Vychovávala syny Beaua († 2015) a Huntera z Bidenova prvního manželství a v roce 1981 se jim narodila dcera Ashley Blazer. S dětmi zůstala dva roky doma a poté vyučovala pět let angličtinu v psychiatrické léčebně Rockford Center a pak na středních školách. Studovala také angličtinu na Villanova University a v roce 1987 získala titul Master of Arts. V roce 2007 obhájila na University of Delaware disertační práci Student Retention at the Community College: Meeting Students’ Needs a získala titul Doctor of Education (doktor pedagogiky).
V roce 2009 se stala druhou dámou USA. Byla první manželkou viceprezidenta, která vykonávala své původní povolání a zároveň funkci druhé dámy.
V roce 2019 si Demokratická strana vybrala za kandidáta na prezidenta USA Joea Bidena. Manželka jeho kampaň podporovala a oznámila, že pokud vyhraje, zůstane nadále učitelkou..